# هوشنگ غیاثی‌نژاد
هوشنگ غیاثی‌نژاد (متولد ۱۳۱۶ در شیراز) مترجم ایرانی آثار علمی-تخیلی است. از او ترجمه‌های زیادی از آثار آیزاک آسیموف، آرتور سی. کلارک و کارولین کین به جا مانده‌است.

## ترجمه‌ها

### آثار آیزاک آسیموف
- اختران غبارسان، انتشارات پاسارگاد
- اقمار مشتری، انتشارات پاسارگاد، ۱۳۷۷
- اقیانوس‌های ونوس انتشارات پاسارگاد
- بنیاد و امپراتوری، انتشارات پاسارگاد، ۱۳۷۸
- به کجا می‌رویم (۱)، انتشارات پاسارگاد، ۱۳۷۱
- به کجا می‌رویم (۲)، انتشارات پاسارگاد، ۱۳۷۱
- حلقه‌های زحل، انتشارات پاسارگاد
- خدایان هم، انتشارات پاسارگاد، ۱۳۷۳
- خورشید عریان، انتشارات پاسارگاد، ۱۳۶۳
- سیاره محکوم به نابودی، انتشارات پاسارگاد، ۱۳۷۶
- گذشته مرده، انتشارات پاسارگاد، ۱۳۷۳
- گورهای پولادین، انتشارات پاسارگاد
- قلوه سنگی در آسمان، انتشارات پاسارگاد، ۱۳۷۴
- من روبوت، انتشارات پاسارگاد، ۱۳۷۴

### آثار آرتور سی. کلارک
- تابش کره خاکی، انتشارات پاسارگاد
- سیاره محکوم به نابودی، انتشارات پاسارگاد
- آیا فردا...، انتشارات پاسارگاد، ۱۳۷۰
- مجموعه ادیسه‌ها شامل:
  - راز کیهان (ادیسه یک)، انتشارات پاسارگاد، ۱۳۷۰
  - راز کیهان (۲) (ادیسه دو)، انتشارات پاسارگاد، ۱۳۷۱
  - راز کیهان (۳) (ادیسه سه)، انتشارات پاسارگاد ۱۳۸۲ و انتشارات گلدیس ۱۳۷۷
- ریزش غبار ماه، انتشارات پاسارگاد، ۱۳۶۳
- زمین افروز، انتشارات پاسارگاد، ۱۳۷۰

### آثار کارولین کین
- پلکان مخفی، انتشارات پاسارگاد، ۱۳۷۰
- راز طلسم عاج، انتشارات پاسارگاد
- راز جدول کلمات متقاطع، انتشارات پاسارگاد
- راز خانه ییلاقی، انتشارات پاسارگاد
- راز شمع بی‌جان، انتشارات پاسارگاد
- راز دفتر خاطرات، انتشارات پاسارگاد
- راز زیرزمین نود و نه پله، انتشارات پاسارگاد
- راز صن‍دوق قب‍ه برنج‍ی، انتشارات پاسارگاد، ۱۳۷۸
- راز ضربه‌های شب، انتشارات پاسارگاد، ۱۳۷۷
- راز گردن‌بند شکسته، انتشارات پاسارگاد، ۱۳۷۸
- راز مزرعه دروازه‌قرمز، انتشارات پاسارگاد
- راز نقاب مخملی، انتشارات پاسارگاد
- مجسمه سمندر، انتشارات پاسارگاد
- نامه اسرارآمیز، انتشارات پاسارگاد

### سایر
- خود هیپنوتیزم، اثر «لیلی ام لکرون» انتشارات پاسارگاد
- ستارگان متخاصم، اثر «پاول اندرسون» انتشارات پاسارگاد، ۱۳۷۴
- سفر به هسته زمین، اثر «ادگار ریچ بروز» انتشارات پاسارگاد
- مرد مصور، اثر «ری بردبری» انتشارات پاسارگاد، ۱۳۷۲
- آرواره، اثر «پیتر بنچلی»، انتشارات گلدیس، ۱۳۷۷
- کاپریک‍ورن یک، اثر «برنارد راس»، انتشارات پاسارگاد، ۱۳۸۲
- نق‍ش برجس‍ته‌ها و حج‍اران تخ‍ت‌جم‍شی‍د، اثر «مایکل رُف»، انتشارات گنجینه هنر، ۱۳۸۱

## تالیف
- فرهن‍گ فن‍ی انگ‍لی‍سی - فارسی، هوشنگ غیاثی‌نژاد، انتشارات پاسارگاد، ۱۳۷۴ (پیوند)